# Гуцуляк Василь Іванович
 Василь Іванович Гуцуляк (нар. 2 жовтня 1987, с. Іване-Пусте Чортківський район Тернопільська область — 24 березня 2022, м. Попасна Луганська область) — старший солдат Збройних Сил України, учасник російсько-української війни, що загинув у ході російського вторгнення в Україну в 2022 році.

## Життєпис
Народився 2 жовтня 1987 року у селі Іване-Пусте, нині Іване-Пустенської громади Чортківського району Тернопільської області України.
Закінчив Іване-Пустенську загальноосвітню школу, навчався у м. Львові на геолога.
Учасник Революції гідності. У 2022 році, після російського вторгнення в Україну, повернувся з Польщі та відбув добровольцем до Збройних Сил України.
Загинув 24 березня 2022 року у м. Попасній Луганської області. Похований 2 квітня 2022 року у родинному селі.

## Нагороди
- орден «За мужність» III ступеня (14 травня 2022, посмертно) — за особисту мужність і самовіддані дії, виявлені у захисті державного суверенітету та територіальної цілісності України, вірність військовій присязі[1].